# تونی (خواننده)
تونی (ایتالیایی: Thony؛ زادهٔ ۱۷ مهٔ ۱۹۸۲) خواننده و بازیگر اهل ایتالیا است. وی از سال ۲۰۰۴ میلادی تاکنون مشغول فعالیت بوده‌است. از فیلم‌ها یا مجموعه‌های تلویزیونی که وی در آن‌ها نقش داشته است می‌توان به من ناپلئون را کشتم اشاره نمود.
تونی در سیسیل از پدری ایتالیایی و مادری لهستانی متولد شد. او در دوران نوجوانی کتابی دربارهٔ تاریخ استان کبک خواند. او به‌ویژه تحت تأثیر سیاستمدار تونی چیالللا و دیدگاه‌های انقلابی‌اش قرار گرفت. بعدها در دوران حرفه‌ای خود، نام کوچک او را به عنوان نام هنری‌اش انتخاب کرد. تونی در سال ۲۰۰۲ به رم نقل مکان کرد تا به تحصیل در زمینه آواز و موسیقی بپردازد؛ پس از چند سال اجرای زندهٔ انفرادی، در سال ۲۰۰۹ همکاری خود را با گروه یوبی ۴ آغاز کرد که نتیجه‌اش انتشار یک آلبوم چندآهنگه و یک آلبوم پرآهنگ بود.
‏پس از این تجربیات، تصمیم گرفت بر روی آلبوم انفرادی خود با عنوان با سبزی در دهانم تمرکز کند؛ این آلبوم در سال ۲۰۱۰ با همکاری استفانو مارِیانی (صدابردار) تولید شد و تنها در سال ۲۰۱۱ به‌صورت آنلاین منتشر شد. به لطف همین آلبوم، کارگردان ایتالیایی پائولو ویردزی با او تماس گرفت تا روی موسیقی متن فیلم بعدی‌اش هر روز مقدس (۲۰۱۲) همکاری کند. در آغاز فیلم‌برداری، ویرتزی تصمیم گرفت نقش اول زن فیلم را نیز به او پیشنهاد دهد،
 در کنار لوکا مارینلی. او در سال ۲۰۱۳ برای دریافت جایزه دیوید دی دوناتلو بهترین بازیگر زن نامزد شد. او در سال ۲۰۱۲ آلبوم پرندگان را با همکاری لئوناردو میلانی، ژوزانا کراسنای و آندریا روگیه‌رو منتشر کرد؛ این آلبوم به‌دست خودش تهیه شده بود.
 آهنگ شکوفه گل در ژوئن ۲۰۱۳ برنده جایزه چاک زرین برای بهترین ترانه اورجینال شد.